# Fußball-Oberliga Schleswig-Holstein 2020/21
Die Saison 2020/21 der Oberliga Schleswig-Holstein war die 74. Spielzeit der Oberliga Schleswig-Holstein seit 1947/48, die 13. Saison mit Oberliga-Status und die 27. als fünfthöchste Spielklasse in Deutschland. Sie wurde am 19. September 2020 eröffnet, aufgrund der COVID-19-Pandemie zwischen dem 29. Oktober 2020 und dem 10. März 2021 unter- und schließlich abgebrochen sowie annulliert.

## Auswirkungen der COVID-19-Pandemie
Auf einer ordentlichen Sitzung am 9. Mai 2020 wurde eine Entscheidung über den Abbruch der Vorsaison getroffen. So wurde ab der Oberliga abwärts die Quotientenregelung (erzielte Punkte geteilt durch Zahl der ausgetragenen Spiele) angewandt. Ferner gab es keine sportlichen Abstiege in die oder aus der Oberliga, weshalb die beiden jeweiligen quotientenstärksten Mannschaften der untergeordneten Landesliga aufsteigen durften; der TSV Kropp zog sich jedoch vor Saisonbeginn aus der Oberliga zurück.
Auf Basis eines Beschlusses einer Konferenz der Ministerpräsidenten der Länder wurde der Spielbetrieb ab dem 29. Oktober 2020 bis auf Weiteres eingestellt. Ein außerordentlicher Verbandstag am 10. März 2021 führte Entscheidungen über eine Fortführung oder den Abbruch der Spielzeit herbei. So wurde beschlossen, den Spielbetrieb nicht wieder aufzunehmen und die Spielzeit vorzeitig abzubrechen. Aufstiege in sowie Abstiege aus der Oberliga wird es nicht geben, eventuelle Aufstiege in die Regionalliga zur Saison 2021/22 hätten „unter Berücksichtigung der an einem Aufstieg interessierten Mannschaften von den zuständigen Ausschüssen erarbeitet“ werden sollen. Ende April gab der NFV jedoch die Aussetzung von Abstiegen aus der sowie Aufstiegen in die Regionalliga zur Spielzeit 2021/22 bekannt.

## Modus
Die 18 Teilnehmer wurden, analog zur Regionalliga Nord, unter Berücksichtigung geographischer Nähe in zwei Gruppen – Nord und Süd – aufgeteilt. Damit war diese Spielzeit nach der Saison 1947/48 die zweite, die in Gruppen aufgeteilt durchgeführt wurde. Gruppenintern hätte jeder gegen jeden mit Hin- und Rückspiel gespielt, so dass beide Gruppen am Ende jeweils 72 Partien absolviert hätten. Im Anschluss wären die besten vier Mannschaften beider Gruppen in die Meister-, die schlechtesten fünf in die Abstiegsrunde eingezogen.

## Teilnehmer
Für die Spielzeit 2020/21 hatten sich folgende Vereine sportlich qualifiziert:
- die verbleibenden Mannschaften aus der Oberliga Schleswig-Holstein 2019/20:
  - SV Todesfelde
  - SC Weiche Flensburg 08 II
  - TSB Flensburg
  - SV Eichede
  - VfB Lübeck II
  - Oldenburger SV
  - TSV Bordesholm
  - SV Preußen Reinfeld
  - PSV Union Neumünster
  - SV Frisia 03 Risum-Lindholm
  - Husumer SV
  - Eutin 08
  - Inter Türkspor Kiel
  - Eckernförder SV
- die Quotienten-Meister und -vizemeister aus den beiden Gruppen der Landesliga Schleswig-Holstein 2019/20:
  - Quotientenmeister Schleswig: TSV Altenholz
  - Quotientenmeister Holstein: TSV Pansdorf
  - Quotientenvizemeister Schleswig: TSV Kronshagen
  - Quotientenvizemeister Holstein: FC Dornbreite

## Gruppe Nord

### Tabelle zum Zeitpunkt des Abbruchs
| Pl.             | Verein                      | Sp. | S | U | N | Tore    | Diff. | Punkte |
| --------------- | --------------------------- | --- | - | - | - | ------- | ----- | ------ |
| 1.              | TSV Bordesholm              | 6   | 4 | 2 | 0 | 014:500 | +9    | 14     |
| 2.              | TSV Altenholz (N)           | 6   | 3 | 1 | 2 | 008:900 | −1    | 10     |
| 3.              | TSB Flensburg               | 4   | 3 | 0 | 1 | 016:900 | +7    | 09     |
| 4.              | TSV Kronshagen (N)          | 6   | 2 | 2 | 2 | 007:900 | −2    | 08     |
| 5.              | SC Weiche Flensburg 08 II   | 4   | 2 | 1 | 1 | 007:500 | +2    | 07     |
| 6.              | SV Frisia 03 Risum-Lindholm | 2   | 1 | 0 | 1 | 005:600 | −1    | 03     |
| 7.              | Eckernförder SV             | 5   | 0 | 3 | 2 | 008:120 | −4    | 03     |
| 8.              | Husumer SV                  | 4   | 0 | 2 | 2 | 006:900 | −3    | 02     |
| 9.              | Inter Türkspor Kiel         | 5   | 0 | 1 | 4 | 004:110 | −7    | 01     |
| Stand: Endstand |                             |     |   |   |   |         |       |        |

| (N) | Aufsteiger aus den Landesligen 2019/20 |

### Kreuztabelle
Die Kreuztabelle stellt die Ergebnisse aller Spiele dieser Saison dar. Die Heimmannschaft ist in der linken Spalte, die Gastmannschaft in der oberen Zeile aufgelistet.
| 2020/21                     | SC Weiche Flensburg 08 II | TSB Flensburg | TSV Bordesholm |   | Husumer SV | Inter Türkspor Kiel | Eckernförder SV | TSV Altenholz | TSV Kronshagen |
| --------------------------- | ------------------------- | ------------- | -------------- | - | ---------- | ------------------- | --------------- | ------------- | -------------- |
| SC Weiche Flensburg 08 II   |                           | –             | –              | – | –          | 2:0                 | –               | –             | 0:2            |
| TSB Flensburg               | –                         |               | –              | – | –          | 6:3                 | –               | 2:3           | –              |
| TSV Bordesholm              | 1:1                       | –             |                | – | –          | –                   | –               | –             | 5:0            |
| SV Frisia 03 Risum-Lindholm | –                         | 3:6           | –              |   | –          | –                   | –               | –             | 2:0            |
| Husumer SV                  | 2:4                       | –             | 1:1            | – |            | –                   | 2:2             | –             | –              |
| Inter Türkspor Kiel         | –                         | –             | 0:1            | – | –          |                     | –               | 0:1           | 1:1            |
| Eckernförder SV             | –                         | 0:2           | 3:5            | – | –          | –                   |                 | 2:2           | 1:1            |
| TSV Altenholz               | –                         | –             | 0:1            | – | 2:1        | –                   | –               |               | 0:3            |
| TSV Kronshagen              | –                         | –             | –              | – | –          | –                   | –               | –             |                |
| Stand: Endstand             |                           |               |                |   |            |                     |                 |               |                |

## Gruppe Süd

### Tabelle zum Zeitpunkt des Abbruchs
| Pl.             | Verein               | Sp. | S | U | N | Tore    | Diff. | Punkte |
| --------------- | -------------------- | --- | - | - | - | ------- | ----- | ------ |
| 1.              | SV Todesfelde        | 7   | 5 | 1 | 1 | 017:500 | +12   | 16     |
| 2.              | SV Eichede           | 5   | 4 | 0 | 1 | 019:300 | +16   | 12     |
| 3.              | Oldenburger SV       | 5   | 2 | 3 | 0 | 014:700 | +7    | 09     |
| 4.              | PSV Union Neumünster | 5   | 2 | 2 | 1 | 009:900 | ±0    | 08     |
| 5.              | VfB Lübeck II        | 6   | 1 | 3 | 2 | 011:130 | −2    | 06     |
| 6.              | TSV Pansdorf (N)     | 5   | 1 | 2 | 2 | 008:150 | −7    | 05     |
| 7.              | FC Dornbreite (N)    | 6   | 1 | 1 | 4 | 008:190 | −11   | 04     |
| 8.              | SV Preußen Reinfeld  | 3   | 1 | 0 | 2 | 003:800 | −5    | 03     |
| 9.              | Eutin 08             | 6   | 1 | 0 | 5 | 008:180 | −10   | 03     |
| Stand: Endstand |                      |     |   |   |   |         |       |        |

| (N) | Aufsteiger aus den Landesligen 2019/20 |

### Kreuztabelle
Die Kreuztabelle stellt die Ergebnisse aller Spiele dieser Saison dar. Die Heimmannschaft ist in der linken Spalte, die Gastmannschaft in der oberen Zeile aufgelistet.
| 2020/21              | SV Todesfelde | SV Eichede | VfB Lübeck II | Oldenburger SV | SV Preußen Reinfeld | PSV Union Neumünster | Eutin 08 | TSV Pansdorf | FC Dornbreite |
| -------------------- | ------------- | ---------- | ------------- | -------------- | ------------------- | -------------------- | -------- | ------------ | ------------- |
| SV Todesfelde        |               | 1:3        | –             | 1:1            | 4:0                 | –                    | –        | –            | 4:0           |
| SV Eichede           | –             |            | 1:2           | –              | –                   | –                    | 6:0      | –            | 6:0           |
| VfB Lübeck II        | 0:2           | –          |               | –              | –                   | –                    | 2:3      | –            | –             |
| Oldenburger SV       | –             | –          | 2:2           |                | –                   | –                    | –        | –            | 3:3           |
| SV Preußen Reinfeld  | –             | –          | –             | –              |                     | –                    | –        | –            | 2:1           |
| PSV Union Neumünster | 1:4           | –          | 2:2           | –              | 3:1                 |                      | –        | 1:1          | –             |
| Eutin 08             | 0:1           | –          | –             | 1:2            | –                   | –                    |          | 2:4          | –             |
| TSV Pansdorf         | –             | 0:3        | 3:3           | 0:6            | –                   | –                    | –        |              | –             |
| FC Dornbreite        | –             | –          | –             | –              | –                   | 1:2                  | 3:2      | –            |               |
| Stand: Endstand      |               |            |               |                |                     |                      |          |              |               |

### Tabelle nach Quotientenregelung
| Pl. | Verein                      | Spiele | Punkte | Ø Punkte |
| --- | --------------------------- | ------ | ------ | -------- |
| 01. | SV Eichede                  | 5      | 12     | 2,40     |
| 02. | TSV Bordesholm              | 6      | 14     | 2,33     |
| 03. | SV Todesfelde               | 7      | 16     | 2,29     |
| 04. | TSB Flensburg               | 4      | 9      | 2,25     |
| 05. | Oldenburger SV              | 5      | 9      | 1,80     |
| 06. | SC Weiche Flensburg 08 II   | 4      | 7      | 1,75     |
| 07. | TSV Altenholz               | 6      | 10     | 1,67     |
| 08. | PSV Union Neumünster        | 5      | 8      | 1,60     |
| 09. | SV Frisia 03 Risum-Lindholm | 2      | 3      | 1,50     |
| 10. | TSV Kronshagen              | 6      | 8      | 1,33     |
| 11. | VfB Lübeck II               | 6      | 6      | 1,00     |
| 11. | TSV Pansdorf                | 5      | 5      | 1,00     |
| 11. | SV Preußen Reinfeld         | 3      | 3      | 1,00     |
| 14. | FC Dornbreite               | 6      | 4      | 0,67     |
| 15. | Eckernförder SV             | 5      | 3      | 0,60     |
| 16. | Eutin 08                    | 6      | 3      | 0,50     |
| 16. | Husumer SV                  | 4      | 2      | 0,50     |
| 18. | Inter Türkspor Kiel         | 5      | 1      | 0,20     |